# Trocoide centrado
Em geometria, um trocoide centrado ou trocoide centralizado é a rolete formada por um círculo rolando ao longo de outro círculo. Ou seja, é o caminho traçado por um ponto ligado a um círculo conforme o círculo rola sem deslizar ao longo de um círculo fixo. O termo abrange tanto o epitrocoide quanto o hipotrocoide. O centro desta curva é definido como o centro do círculo fixo.

## Curva parametrizada no plano complexo
Alternativamente, um trocóide centrado pode ser definido como o caminho traçado pela soma de dois vetores, cada um se movendo em uma velocidade uniforme em um círculo. Especificamente, um trocóide centrado é uma curva que pode ser parametrizada no plano complexo por
{\displaystyle z=r_{1}e^{i\omega _{1}t}+r_{2}e^{i\omega _{2}t},\,}
ou no plano cartesiano por
{\displaystyle x=r_{1}\cos(\omega _{1}t)+r_{2}\cos(\omega _{2}t),}
{\displaystyle y=r_{1}\sin(\omega _{1}t)+r_{2}\sin(\omega _{2}t),\,}
onde
{\displaystyle r_{1},r_{2},\omega _{1},\omega _{2}\neq 0,\quad \omega _{1}\neq \omega _{2}.\,}
Se {\displaystyle \omega _{1}/\omega _{2}} é racional, então a curva é fechada e algébrica. Caso contrário, a curva gira em torno da origem um número infinito de vezes, e é densa no ânulo com raio externo {\displaystyle |r_{1}|+|r_{2}|} e raio interno {\displaystyle ||r_{1}|-|r_{2}||}.